# Praalgraf van Van Lyere

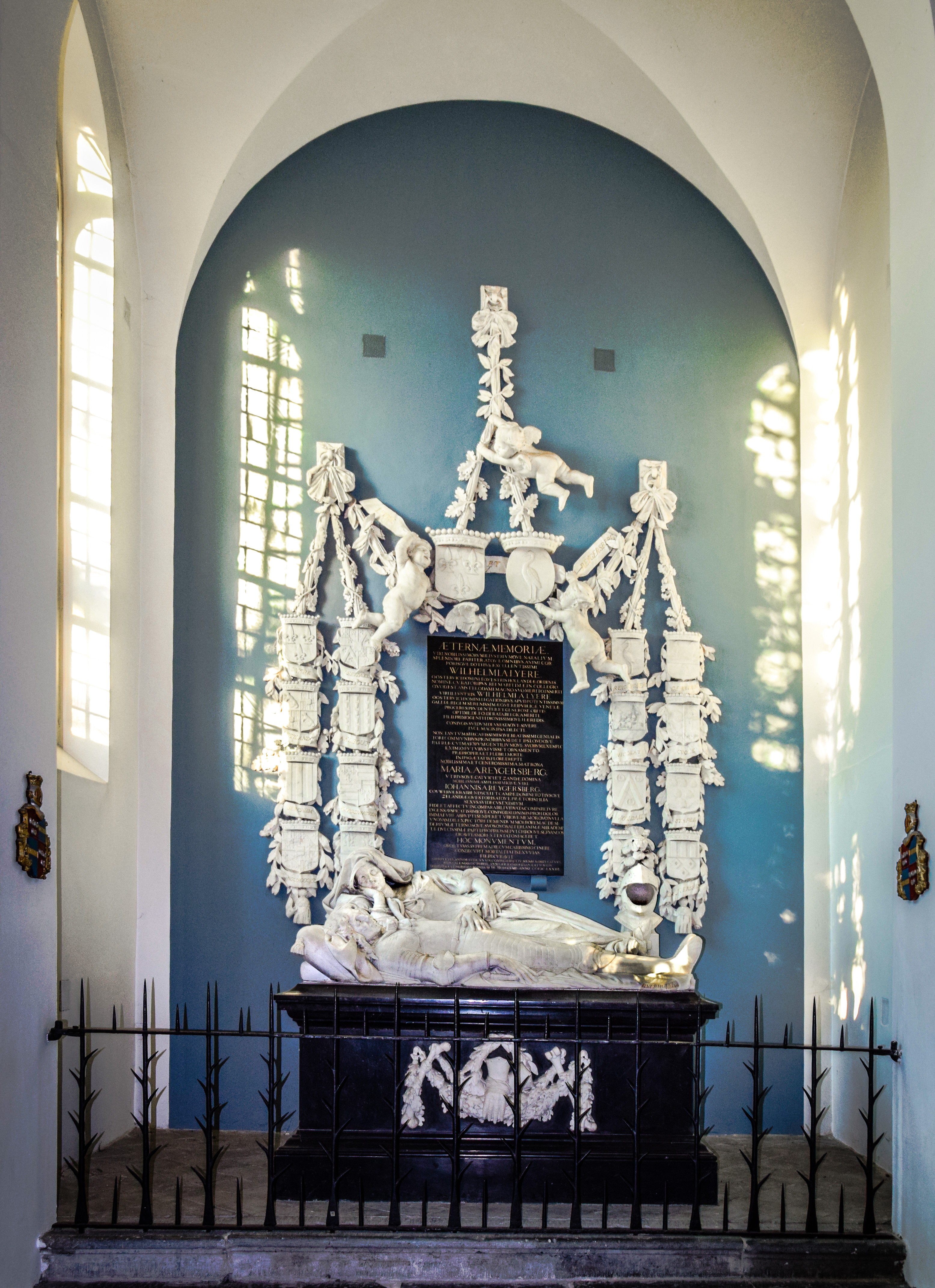
Het praalgraf van Willem van Lyere

Het praalgraf van Van Lyere is een praalgraf ontworpen door Rombout Verhulst, voor Willem van Lyere. Van Lyere's vrouw Maria van Reygersbergh liet monument voor haar man ontwerpen en bouwen in de Dorpskerk te Katwijk aan den Rijn, tegenwoordig behorend tot de Nederlandse provincie Zuid-Holland. Willem van Lyere overleed op 1 oktober 1654, het jaar waarin hij heer was geworden van de beide Katwijken en 't Sant. Het grafmonument werd negen jaar na zijn overlijden voltooid. Het was een van de eerste particuliere praalgraven van dit formaat in Nederland. Eerdere praalgraven van dit formaat waren van staatswege gemaakt.
Van Reygersbergh liet het monument bouwen om de bevolking van Katwijk te laten zien dat haar man een band had met het dorp. Van Reygersbergh koos voor de Vlaamse beeldhouwer Verhulst, die later bekend zou worden door het praalgraf van Michiel de Ruyter dat hij in de Nieuwe Kerk van Amsterdam heeft gebouwd. Na haar overlijden is Van Reygersbergh zelf ook in het graf te rusten gelegd.

## Symboliek

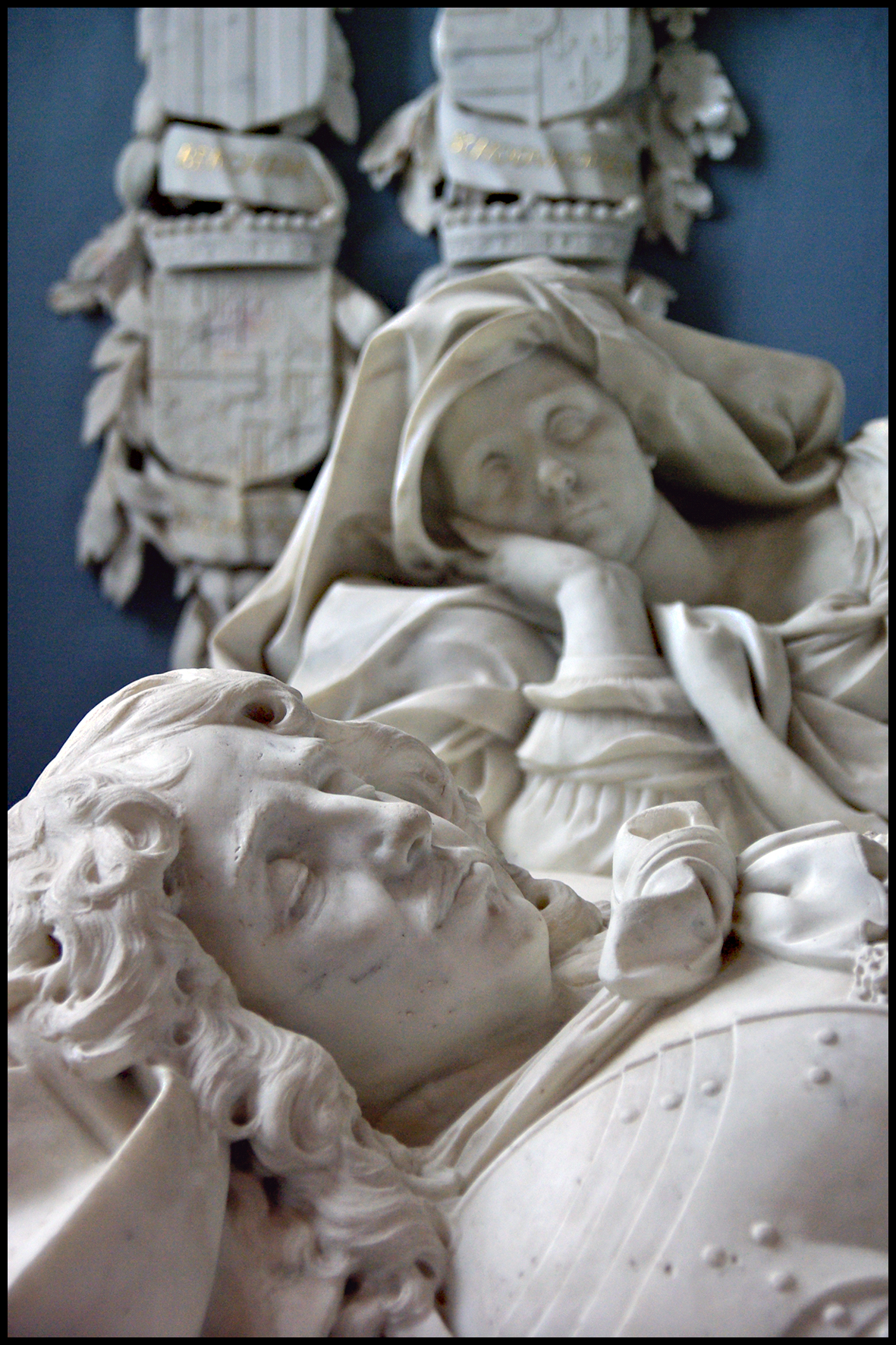
Details van het monument met de overleden Van Lyere en de nog levende Van Reygersbergh

Van Lyere ligt op het graf opgebaard, alsof hij ligt te slapen, in vol ornaat. Aan zijn linkerzijde ligt zijn vrouw, gekleed met een rouwsluier. Zij ligt op haar rechterzijde en heeft haar hoofd opgeheven. Met haar rechterhand ondersteunt zij haar hoofd en kijkt al treurend naar haar man. Doordat niet duidelijk is waar zij naar kijkt, raakt de toeschouwer betrokken bij het rouwproces.
Verhulst heeft van de twee echtelieden ook voorstudies gemaakt in de vorm van twee borstbeelden. Hierbij werd het portret van de reeds overleden Van Lyere gemodelleerd aan de hand van een of meerdere portretten, maar Van Reygersbergh heeft zeer waarschijnlijk zelf als model gezeten. Dat Maria van Reygersbergh levend op het graf is afgebeeld, was een nieuw fenomeen in de tijd van De Republiek. Door levend afgebeeld te worden gaf zij ook aan dat zij de taken en rechten van haar man had overgenomen. 
Achter Van Reygersbergh zijn de kwartierstaten en familiewapens van Van Lyere's familie aangebracht. Op de wand is ook een memoriebord geplaatst, met daarop de aangedikte titulatuur van de twee echtelieden. Het geheel is ook bedoeld om aan te geven dat de twee samen zijn begonnen aan de start van een sterk geslacht.
Otto Baron van Wassenaer van Catwijck schonk het monument, met bijhorende kapel, in 1922 aan de Nederlandse Staat. Door deze schenking werd het behoud van het monument zeker gesteld.

## Vergelijkbare graven
In Parijs, de bakermat van de mode ten tijde van de Gouden Eeuw, was ongeveer 80 jaar eerder het graf van Valentine Balbiani door Germain Pilon vervaardigd. Dit monument genoot in de tijd van Van Reygersbergh enige faam. Mogelijk heeft Van Reygersbergh dat sculptuur gezien, omdat haar gelijknamige tante enige tijd in Parijs heeft gewoond.
Twee graven in Nederland vertonen overeenkomsten met dit graf; in de kerk van Midwolde staat het praalgraf van Van In- en Kniphuisen voor Carel Hieronymus van Inn- en Knyphuisen, dat in opdracht van zijn vrouw Anna van Ewsum werd gebouwd. Ook dit graf werd door Verhulst gebouwd. Het andere graf werd in opdracht van Josina van Loewenstein gebouwd en staat tegenwoordig in de Sint-Servaasbasiliek in Maastricht.

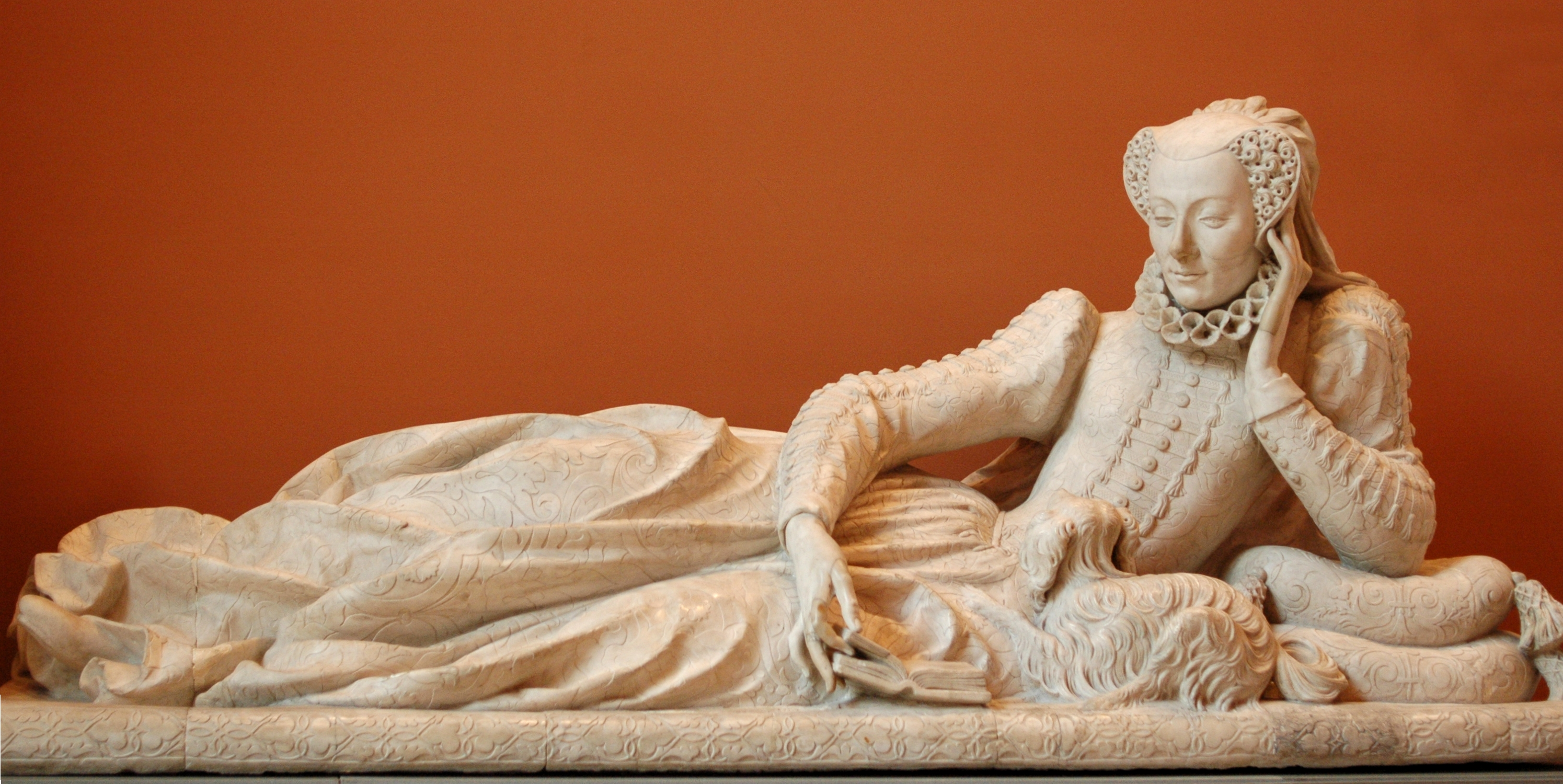
Grafmonument van Valentine Balbiani in Parijs
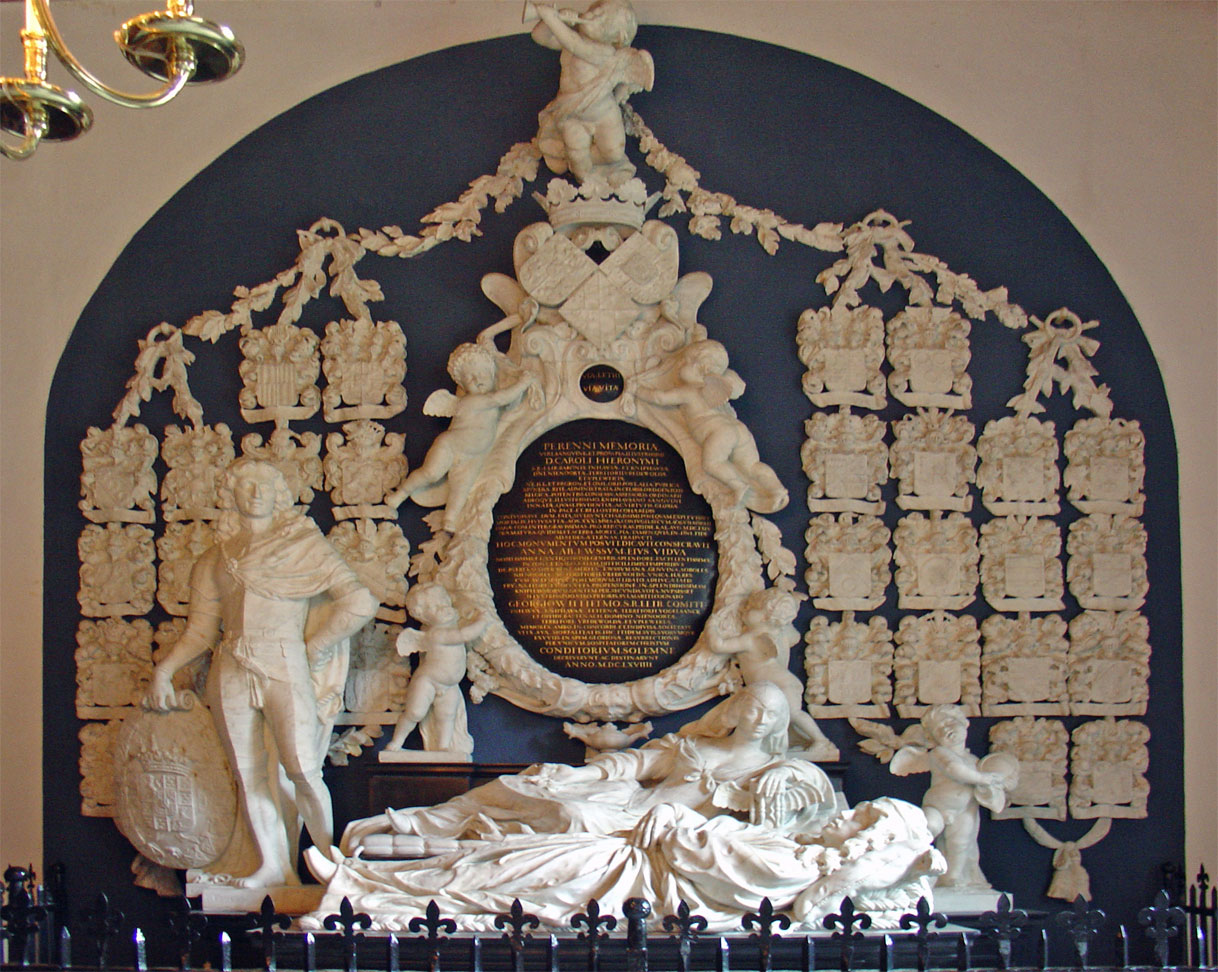
Graf van Carel Hieronymus van Inn- en Knyphuisen en zijn vrouw Anna van Ewsum
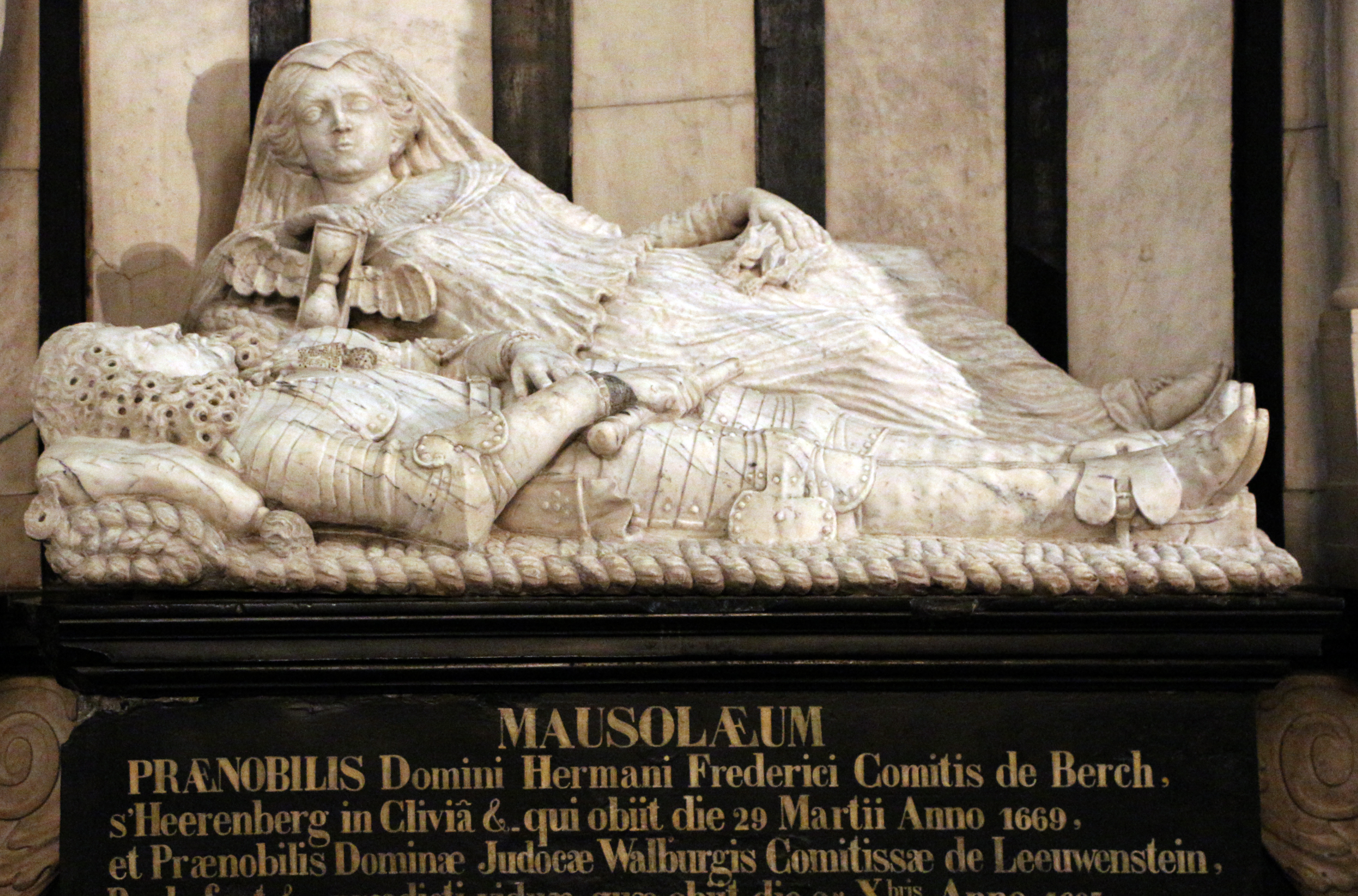
Monument van Herman Frederick van de Bergh en Josina van Loewenstein
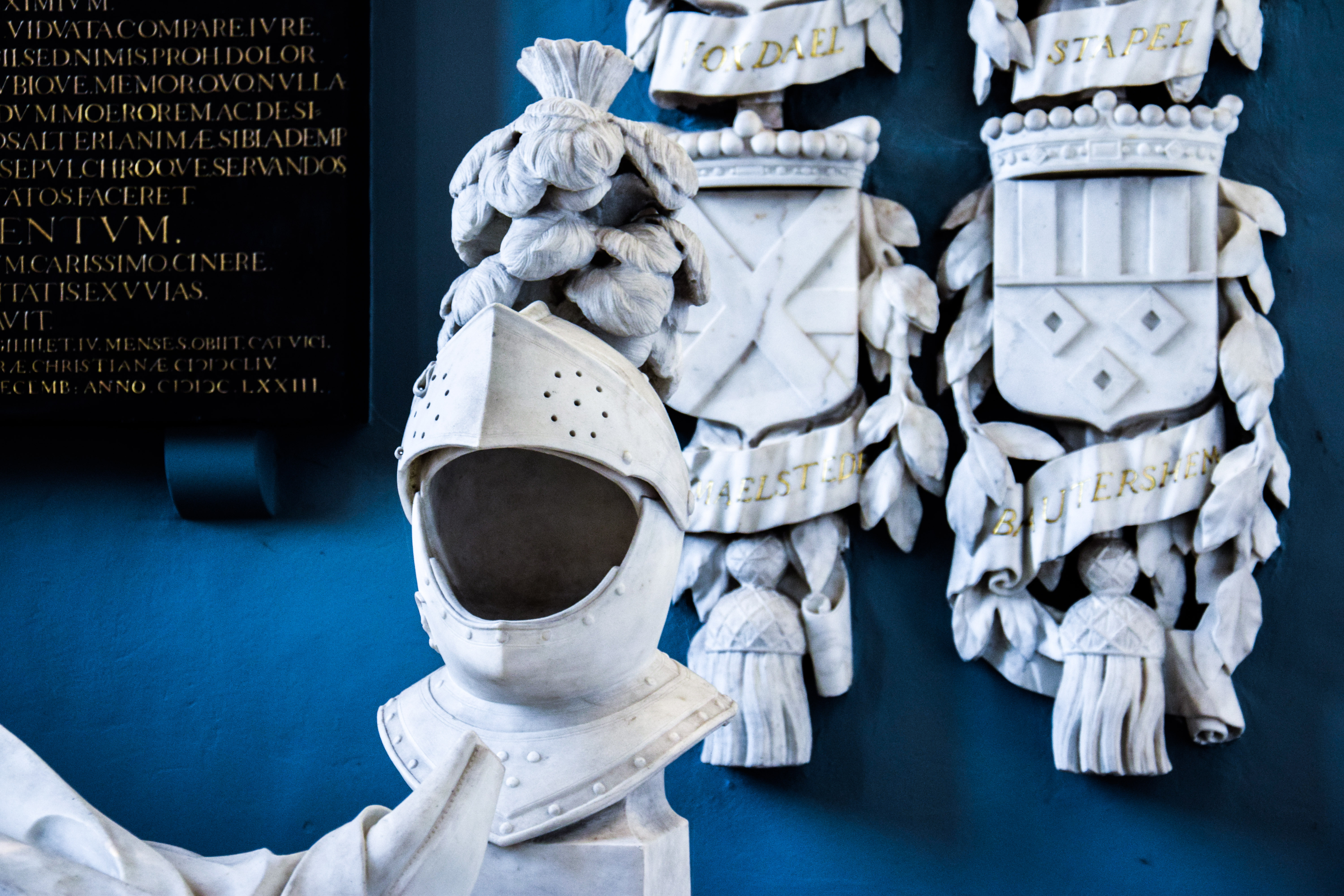
Op de achtergrond zijn een aantal kwartierstaten zichtbaar